# Takehide Nakatani
Takehide Nakatani –en japonés, 中谷 雄英, Nakatani Takehide– (Hiroshima, 9 de julio de 1941) es un deportista japonés que compitió en judo.
Participó en los Juegos Olímpicos de Tokio 1964, obteniendo una medalla de oro en la categoría de –68 kg. Ganó una medalla de bronce en el Campeonato Mundial de Judo de 1967 en la categoría de –70 kg.

## Palmarés internacional
| Juegos Olímpicos   | Juegos Olímpicos                | Juegos Olímpicos  | Juegos Olímpicos |
| Año                | Lugar                           | Medalla           | Categoría        |
| ------------------ | ------------------------------- | ----------------- | ---------------- |
| 1964               | Tokio (Japón)                   | Medalla de oro    | –68 kg           |
| Campeonato Mundial |                                 |                   |                  |
| Año                | Lugar                           | Medalla           | Categoría        |
| 1967               | Salt Lake City (Estados Unidos) | Medalla de bronce | –70 kg           |